# Trichogramma leptoparameron
Trichogramma leptoparameron is een vliesvleugelig insect uit de familie Trichogrammatidae. De wetenschappelijke naam is voor het eerst geldig gepubliceerd in 1987 door Dyurich.